# بالغازين (تيفا)
بالغازين (بالروسية: Балгазын) هي مدينة في جمهورية توفا في روسيا.
يبلغ عدد سكانها حوالي 3419 نسمة.